# Nasser Pourpirar
Nasser Pourpirar (persiska: ناصر پورپیرار), född 1940 eller 1941 i Teheran, död där 27 augusti 2015, var en iransk revisionistisk amatörhistoriker och författare känd för sina kontroversiella teorier som ifrågasätter dagens historieskrivning om Iran från akemeniderna till safavidperioden.